# Рыжов, Владимир Григорьевич
Владимир Григорьевич Рыжов (1914—1974) — подполковник Советской Армии, участник Великой Отечественной войны, Герой Советского Союза (1945).

## Биография
Родился 20 мая 1914 года в селе Моисеевщина (ныне — Борисовский район Минской области Белоруссии).
В 1926 году семья Рыжовых переехала в деревню Глубокое Таборинского района Уральской области. Окончил Добринскую неполную среднюю школу. Работал в Таборинском леспромхозе, затем — секретарём Таборинского районного комитета ВЛКСМ.
В 1936—1938 годах проходил службу в Рабоче-крестьянской Красной Армии. В июле 1941 года Рыжов повторно был призван в армию. В 1942 году он окончил курсы командиров батальонов и штабных работников. С февраля того же года — на фронтах Великой Отечественной войны. В боях три раза был ранен.
К январю 1945 года гвардии майор Владимир Рыжов командовал 3-м мотострелковым батальоном 16-й гвардейской механизированной бригады 6-го гвардейского механизированного корпуса 4-й танковой армии 1-го Украинского фронта. Отличился во время освобождения Польши. 13 января 1945 года батальон Рыжова прорвал немецкую оборону под городом Кельце и перерезал шоссейную и железную дороги на Краков, уничтожив 13 танков, 8 БТР, 17 артиллерийских орудий, 36 автомашин и около 200 солдат и офицеров противника. 26 января 1945 года батальон в числе первых переправился через Одер в районе города Кёбен и захватил плацдарм на его западном берегу, после чего удерживал его до переправы основных сил.
Указом Президиума Верховного Совета СССР от 10 апреля 1945 года за «образцовое выполнение боевых заданий командования на фронте борьбы с немецкими захватчиками и проявленные при этом мужество и героизм» гвардии майор Владимир Рыжов был удостоен высокого звания Героя Советского Союза с вручением ордена Ленина и медали «Золотая Звезда» за номером 4798.
Также награждён орденами Красного Знамени (25.04.1944), Богдана Хмельницкого 3-й степени (07.10.1944) и Красной Звезды (15.08.1943), рядом медалей.
В 1947 году в звании подполковника Рыжов был уволен в запас.
Проживал в Свердловской области, в 1951—1961 годах работал первым секретарём Белоярского райкома КПСС. Умер 24 ноября 1974 года, похоронен на Широкореченском кладбище Екатеринбурга.